# Maria Francisca das Cinco Chagas
Maria Francisca das Cinco Chagas (em italiano:  Maria Francesca delle Cinque Piaghe, 25 de março de 1715 – 7 de outubro de 1791), era um membro italiano da Ordem Terceira de São Francisco, que é homenageado como uma santa na Igreja Católica.

## Vida
Ela nasceu Anna Maria Gallo, filha de Francesco Gallo e Barbara Basinsin, no Quartieri Spagnoli (bairro espanhol) de Nápoles, um bairro de prostituição da cidade, ainda conhecido por sua alta criminalidade. Segundo a tradição, outro santo, o jesuíta, Francisco de Girolamo, previu sua futura santidade ainda criança. Sua família era de classe média, mas seu pai, um tecelão de renda dourada, era um homem muito violento, que regularmente abusava fisicamente de sua família, muitas vezes severamente.
Quando Gallo tinha dezesseis anos, seu pai tentou forçá-la a se casar com um jovem rico que estava em busca de sua mão. Ela se recusou e pediu para entrar na Ordem Terceira Franciscana, por meio da qual poderia viver uma vida religiosa na casa da família. Os frades de Nápoles fizeram parte da reforma de Pedro de Alcântara, e eles e os terciários sob seu governo eram conhecidos pelo rigor de suas vidas. Através da intervenção de um frade, o Padre Teófilo, a permissão para entrar na Ordem foi finalmente concedida por seu pai.
Gallo foi recebida na Ordem em 8 de setembro de 1731 e começou a usar o hábito religioso da Ordem, o que era uma prática incomum naquela época. Ela também adotou o uso do nome religioso que assumiu ao ser recebida na Ordem, por sua devoção à Mãe Santíssima, Francisco de Assis e à Paixão de Cristo. Ela continuou a morar na casa da família para servir a Deus como uma virgem consagrada, como era costume naquela época.
Tomou como sua diretora espiritual o frade franciscano João José da Cruz, enquanto seu confessor era o padre Barnabita, Francisco Xavier Bianchi, e passou a ser conhecida entre os vizinhos por seu trabalho de caridade, ajudando os pobres do setor. Ela era uma pessoa de profunda oração, muitas vezes passando longas horas em meditação.
Em 1753 ela se juntou a outro terciário franciscano, conhecido apenas como Maria Felice, e elas se mudaram para um pequeno palácio de propriedade de um padre, Giovanni Pessiri, que se tornou seu diretor espiritual. As duas mulheres ocupavam o segundo andar, dormindo no chão, e o padre no andar de cima. Diz-se que ela recebeu as feridas dos estigmas enquanto morava lá e sofreu pacientemente muitas aflições físicas e provações espirituais.  Ela usaria luvas para cobrir as marcas em suas mãos, enquanto fazia seu trabalho. Diz-se também que ela teve visões do Arcanjo Rafael, que a curou de várias aflições.

## Veneração
Gallo foi sepultada na Igreja Franciscana de Santa Lucia al Monte, em Nápoles, que frequentou durante sua vida. Esta igreja também contém o túmulo de João José, agora também declarado santo.
Gallo foi declarada Venerável pelo Papa Pio VII, em 18 de maio de 1803. Ela foi beatificada pelo Papa Gregório XVI em 12 de novembro de 1843. Ela logo foi canonizada pelo Papa Pio IX em 29 de junho de 1867. Sua festa é celebrada em 6 de outubro. Ela foi a primeira mulher de Nápoles a ser declarada santa pela Igreja Católica.
A devoção a Gallo há muito continua forte no bairro onde ela morava, e do qual ela é a padroeira. Os residentes atribuem a sua intercessão o pequeno dano que o setor sofreu durante a Segunda Guerra Mundial, quando mais de 100 bombas foram lançadas sobre ele. Sua casa foi preservada como capela e museu.
O papa Pio IX, que canonizou Gallo, declarou-a padroeira de mulheres grávidas e de mulheres com dificuldade de engravidar.
Em 6 de outubro de 2001, seus restos mortais foram transferidos da Igreja de Santa Lúcia para a casa onde passou a última metade de sua vida. Agora é o Santuário de Santa Maria Francisca das Cinco Chagas. Ainda é uma prática comum as mulheres grávidas irem lá para serem abençoadas com sua relíquia. Muitas ofertas votivas de mães que lhe dão crédito por seus partos bem-sucedidos são exibidas no santuário.
Na Escócia, Margaret Sinclair adotou o nome religioso de Irmã Maria Francisca das Cinco Chagas durante sua breve vocação em Londres. Seu principal santuário na Igreja de São Patrício, Edimburgo, recebeu o status tanto da declaração do Papa Paulo VI quanto da descrição do Papa João Paulo II de A Abençoada Margarida como sendo "uma das crianças de Deus que, por sua própria simplicidade, foi tocada por Deus com a força da verdadeira santidade de vida."